# Ferrari SF16-H
Der Ferrari SF16-H war der 49. Formel-1-Rennwagen der Scuderia Ferrari. Mit dem Fahrzeug bestritt das Team die Formel-1-Weltmeisterschaft 2016.

## Präsentation und Name
Der Wagen wurde am 19. Februar 2016 in Maranello vorgestellt, die Präsentation wurde live im Internet übertragen. Die Bezeichnung des Wagens setzt sich aus der Abkürzung des Teamnamens, SF, der Jahreszahl und der Abkürzung für Hybridelektrokraftfahrzeug zusammen.

## Technik und Entwicklung
Der SF16-H ist das Nachfolgemodell des SF15-T und ist eine Weiterentwicklung des Vorgängermodells, unterscheidet sich von diesem auf den ersten Blick aber durch eine kürzere Fahrzeugnase, die an das Design des Williams FW37 erinnert. Seitenkästen und Motorabdeckung konnten wegen der besseren Einbauposition der Antriebseinheit deutlich schlanker gestaltet werden.
Nachdem die Ferrari-Formel-1-Fahrzeuge der vorangegangenen Jahre eine Doppelquerlenker-Vorderradaufhängung hatten, deren innenliegende Dämpfer und Drehstabfedern über Umlenkhebel von Zugstangen betätigt wurden, sind es beim SF16-H wieder Schubstangen.
Angetrieben wird der SF16-H vom Ferrari Typ 059/5, einem 1,6-Liter-V6-Motor mit einem Turbolader.

## Lackierung und Sponsoring
Der SF16-H ist überwiegend im klassischen Rot lackiert, dazu gibt es auf der ganzen Länge des Wagens einen weißen und darunter einen breiten schwarzen Streifen. Der obere Teil der Motorenabdeckung ist komplett in Weiß gehalten. Auf dem Auto sichtbare Sponsoren sind Alfa Romeo, Claro, ein Markenname in mehreren Staaten Lateinamerikas für Mobilfunknetze von América Móvil, Hublot, Kaspersky Lab, Mahle, Santander, Shell, TNT Energy Drink und UPS.

## Fahrer
Ferrari trat auch in der Saison 2016 mit den Fahrern Kimi Räikkönen und Sebastian Vettel an.

## Saison 2016
Zu Saisonbeginn war der SF16-H nach dem Mercedes F1 W07 Hybrid der zweitschnellste Wagen im Starterfeld, Räikkönen und Vettel erzielten in den ersten neun Rennen neun Podestplatzierungen. Dann geriet Ferrari bei der Weiterentwicklung des Fahrzeugs ins Hintertreffen, bis zum Saisonende kamen nur zwei dritte Plätze hinzu. Red Bull Racing überholte Ferrari in der Konstrukteurswertung, sodass Ferrari am Saisonende den dritten Rang belegte.

## Ergebnisse
| Fahrer                          | Nr.                             | 1   | 2   | 3 | 4   | 5 | 6   | 7 | 8 | 9   | 10 | 11 | 12 | 13 | 14 | 15 | 16  | 17 | 18  | 19 | 20  | 21 | Punkte | Rang |
| ------------------------------- | ------------------------------- | --- | --- | - | --- | - | --- | - | - | --- | -- | -- | -- | -- | -- | -- | --- | -- | --- | -- | --- | -- | ------ | ---- |
| Formel-1-Weltmeisterschaft 2016 | Formel-1-Weltmeisterschaft 2016 |     |     |   |     |   |     |   |   |     |    |    |    |    |    |    |     |    |     |    |     |    | 398    | 3.   |
| S. Vettel                       | 5                               | 3   | DNS | 2 | DNF | 3 | 4   | 2 | 2 | DNF | 9  | 4  | 5  | 6  | 3  | 5  | DNF | 4  | 4   | 5  | 5   | 3  | 398    | 3.   |
| K. Räikkönen                    | 7                               | DNF | 2   | 5 | 3   | 2 | DNF | 6 | 4 | 3   | 5  | 6  | 6  | 9  | 4  | 4  | 4   | 5  | DNF | 6  | DNF | 6  | 398    | 3.   |

| Legende  | Legende            | Legende                                                          |
| Farbe    | Abkürzung          | Bedeutung                                                        |
| -------- | ------------------ | ---------------------------------------------------------------- |
| Gold     | –                  | Sieg                                                             |
| Silber   | –                  | 2. Platz                                                         |
| Bronze   | –                  | 3. Platz                                                         |
| Grün     | –                  | Platzierung in den Punkten                                       |
| Blau     | –                  | Klassifiziert außerhalb der Punkteränge                          |
| Violett  | DNF                | Rennen nicht beendet (did not finish)                            |
| Violett  | NC                 | nicht klassifiziert (not classified)                             |
| Rot      | DNQ                | nicht qualifiziert (did not qualify)                             |
| Rot      | DNPQ               | in Vorqualifikation gescheitert (did not pre-qualify)            |
| Schwarz  | DSQ                | disqualifiziert (disqualified)                                   |
| Weiß     | DNS                | nicht am Start (did not start)                                   |
| Weiß     | WD                 | zurückgezogen (withdrawn)                                        |
| Hellblau | PO                 | nur am Training teilgenommen (practiced only)                    |
| Hellblau | TD                 | Freitags-Testfahrer (test driver)                                |
| ohne     | DNP                | nicht am Training teilgenommen (did not practice)                |
| ohne     | INJ                | verletzt oder krank (injured)                                    |
| ohne     | EX                 | ausgeschlossen (excluded)                                        |
| ohne     | DNA                | nicht erschienen (did not arrive)                                |
| ohne     | C                  | Rennen abgesagt (cancelled)                                      |
| ohne     | keine WM-Teilnahme |                                                                  |
| sonstige | P/fett             | Pole-Position                                                    |
| sonstige | 1/2/3/4/5/6/7/8    | Punktplatzierung im Sprint-/Qualifikationsrennen                 |
| sonstige | SR/kursiv          | Schnellste Rennrunde                                             |
| sonstige | *                  | nicht im Ziel, aufgrund der zurückgelegten Distanz aber gewertet |
| sonstige | ()                 | Streichresultate                                                 |
| sonstige | unterstrichen      | Führender in der Gesamtwertung                                   |